# Stadt Luzern (1887)
Pour les articles homonymes, voir Stadt Luzern.
Le Stadt Luzern en français : « ville de Lucerne » était un bateau à aubes naviguant sur le lac des Quatre-Cantons, en Suisse. Il a navigué de 1887 à 1925. Il était exploité par la Dampfschiffgesellschaft des Vierwaldstättersees (actuellement la Schifffahrtsgesellschaft des Vierwaldstättersees). Après le Stadt Luzern datant de 1837, c'est le second navire à porter ce nom sur ce lac.

## Histoire
La construction de ce bateau est décidée en 1885. La construction est assurée par Escher Wyss à Zurich. Il est mis en service en juin 1887. Les mâts sont remplacés en 1904, et en 1905 il reçoit une nouvelle cheminée. Après une révision en 1911, le navire est utilisé de plus en plus rarement et mis hors service en 1917. Après des études sur les possibilités économiques et techniques de le remettre en service, il est abandonné. Il est ensuite vendu à la ferraille à l'automne 1925.

## Utilisation
Le Stadt Luzern était utilisé principalement en haute saison et pour les visites spéciales. Entre autres choses, l'empereur allemand Guillaume II y a pris place le 2 mai 1893 de Flüelen à Lucerne. En 1916 il réalisa aussi un transport de détenus.

### Sources
- (de) Cet article est partiellement ou en totalité issu de l’article de Wikipédia en allemand intitulé « Stadt Luzern (1887) » (voir la liste des auteurs).